# Museo de las Memorias: Dictadura y Derechos Humanos en Paraguay
El Museo de las Memorias: Dictadura y Derechos Humanos es una institución museística situada en Asunción, Paraguay. Dedicado a la preservación de la memoria histórica, este espacio alberga exposiciones de documentos, objetos, fotografías y testimonios vinculados a las violaciones de derechos humanos cometidas durante la dictadura de Alfredo Stroessner, que gobernó el país desde agosto de 1954 hasta su caída, en febrero de 1989. El museo constituye un lugar de reflexión crítica sobre el autoritarismo, la represión y la resistencia, y busca contribuir al fortalecimiento de la democracia y la cultura de los derechos humanos en Paraguay.

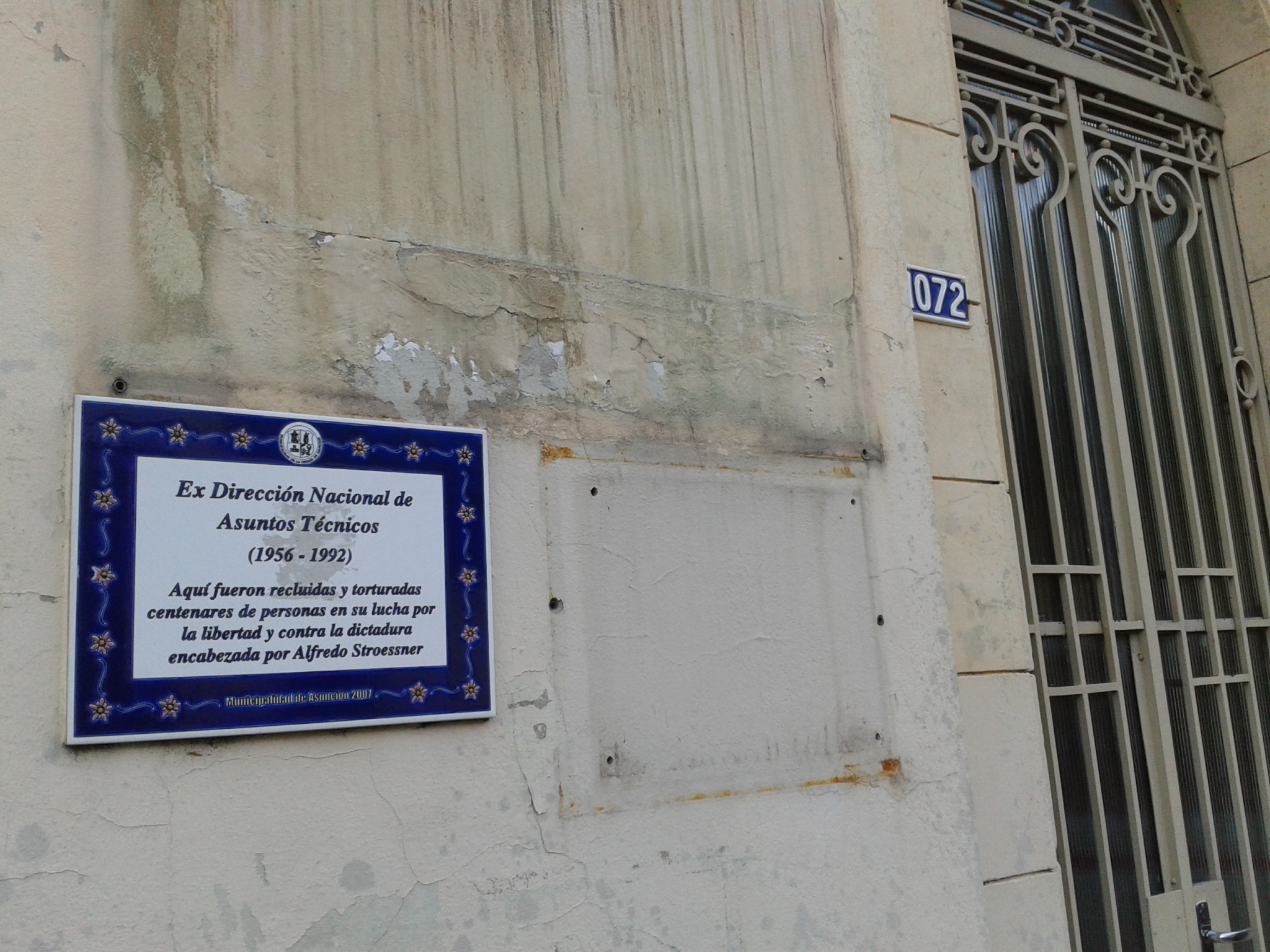
Placa conmemorativa instalada en la entrada del museo, que señala el uso del recinto como centro de reclusión y tortura de opositores políticos durante el régimen autoritario de Alfredo Stroessner. En ella se rinde homenaje a las víctimas que resistieron en defensa de las libertades fundamentales.

## Historia
El proyecto es impulsado por la Fundación Celestina Pérez de Almada como una estrategia para la conservación de la memoria histórica y la lucha por los Derechos Humanos.
El edificio donde actualmente se emplaza el la Dirección Nacional de Asuntos Técnicos (DNAT), una institución, amparada y asesorada en el marco de la Doctrina de la Seguridad Nacional y de la Operación_Cóndor.  
En mayo de 1956 establece allí su despacho el Coronel Robert Thierry, enviado por el gobierno de los Estados Unidos para capacitar a los funcionarios de la dictadura en las técnicas de contrainsurgencia y "combate al comunismo".  

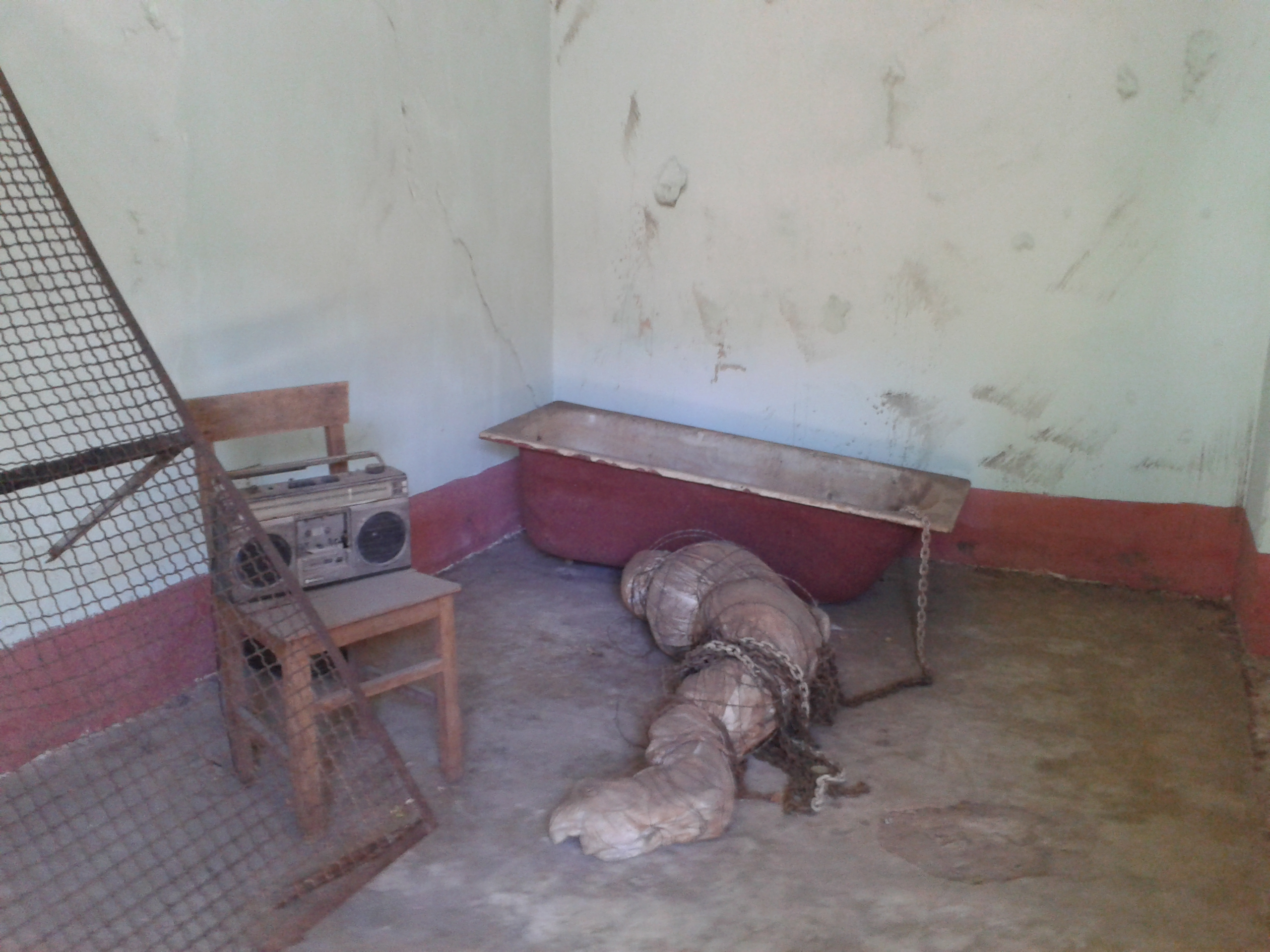
Se recrea la celda original en la Dirección Nacional de Asuntos Técnicos actualmente Museo de las Memorias.

Durante más de 30 años, este centro de detención fue el lugar donde se encarceló y torturó a miles de opositores a la dictadura militar de Stroessner que culminó en el año 1989.
El 23 de diciembre de 1992, un día después del descubrimiento de los Archivos del Terror y por fuertes presiones de instituciones y militantes de los Derechos Humanos, la DNAT fue cerrada a través de una orden del Juez Agustín Fernández.
Luego del cierre de la DNAT, el edificio se convirtió en oficinas públicas, con lo que sus celdas y paredes fueron reformadas y limpiadas para su funcionamiento. Casi 10 años más tarde se recupera el edificio para la creación del museo, tratando de reconstruir el edificio en su esencia anterior de cárcel para aportar memoria histórica. Esto se logró a partir de testimonios de los ex-presos políticos y de material fotográfico y audiovisual de la época. 
El espacio actualmente se conforma como un ámbito de reflexión, educación y memoria en favor de la Ley 2225/03 que creó la Comisión de Verdad y Justicia (octubre de 2003).